# Babák szigete
A Babák szigete (spanyolul Isla de las muñecas) egy bizarr turisztikai látványosság Mexikóváros Xochimilco kerületében. A kis sziget fáira a 20. század második felében játékbabák sokaságát akasztotta fel babonából a sziget lakója, akinek halála után a terület turisztikai érdekességgé változott.

## Története
A sziget hírnevét egy Julián Santa Ana Barrera nevű különös alaknak köszönheti, aki a 20. század második felében, körülbelül 50 évig élt itt; állítólag azért költözött ide, mert barátnője elhagyta egy másik férfiért. Szerény, visszahúzódó, tartózkodó ember volt, aki abból élt, hogy a szigeten (csinampán) zöldségeket, virágokat és gabonát termesztett, amelyeket minden nap felpakolt talicskájára, és bevitt a közeli faluba (városrészbe) eladni, emellett az utcákon vándorolva isten igéjét is hirdette. Egy idő után azonban az emberek észrevették, hogy Julián játékbabákat kezdett el gyűjteni a szemétből, ezzel párhuzamosan pedig fokozatosan eltűnt a város közösségi életéből. Unokaöccse, Anastasio azt mesélte, a babákat azért gyűjti, hogy elriassza vele azokat a furcsa jelenségeket (női hangokat, jajgatásokat és léptek zaját), amik állítólag azóta jelentkeztek, hogy egy fiatal lány belefulladt az egyik közeli csatornába. 2001 áprilisának elején Julián lement a csatorna partjára horgászni, oda, ahol állítása szerint egy szirén el akarta őt vinni. Eközben Anastasiónak más dolga volt, de mire visszaért a csatornához, Juliánt holtan találta: infarktust kapott és beleesett a vízbe. Azóta a babák ott maradtak a szigeten, és egyre több, naponta akár több száz turistát is vonzanak oda, igaz, vannak olyanok is, akik szerint hátrányos, hogy itt ez a sziget, mivel más turistákat viszont elriaszthat a környékről.
Az egyik baba kiemelkedik a többi közül: ez volt ugyanis a gyűjtő kedvence. Mivel augusztus 28-án, Szent Ágoston napján találtak rá, ezért „hivatalosan” Agustinitának keresztelték el, de a nép többnyire csak La moneca néven ismeri. Ehhez a babához kívánságokat intéznek a látogatók, sőt, még adományokat is hoznak elébe.

## Képek

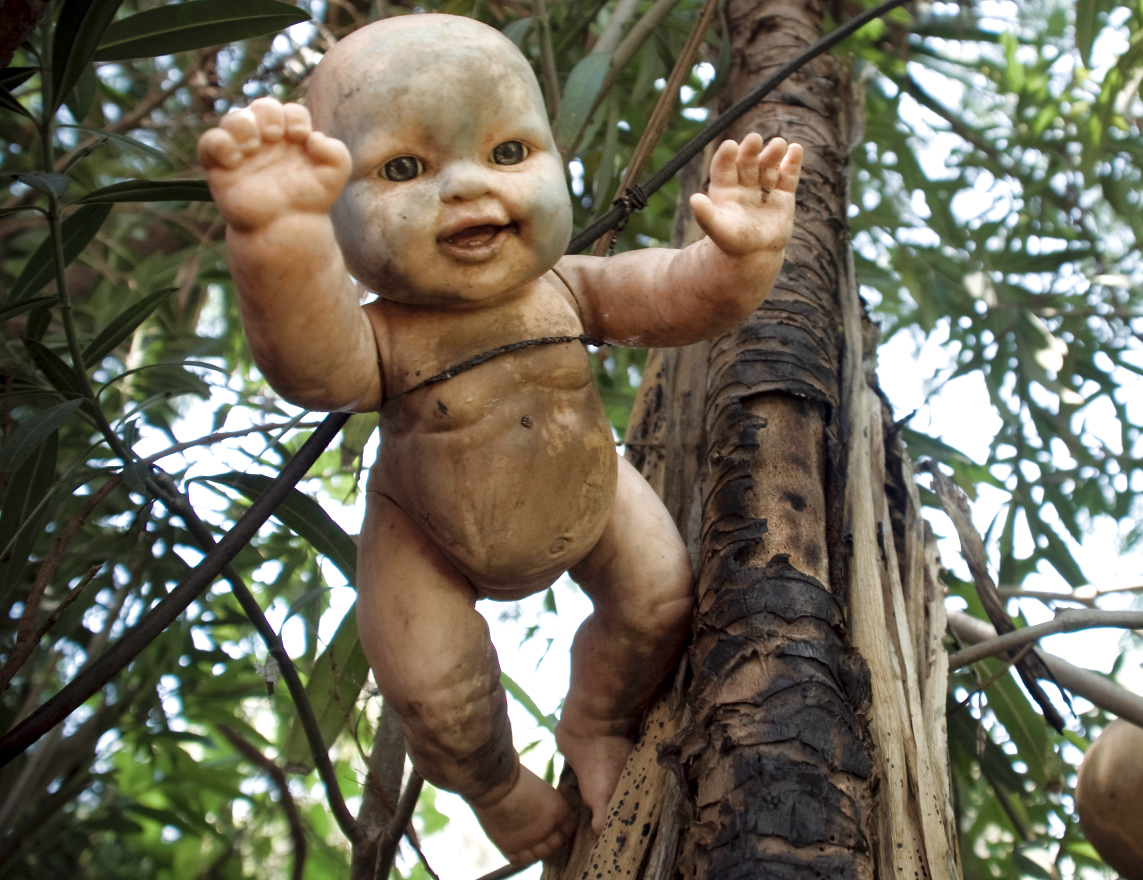
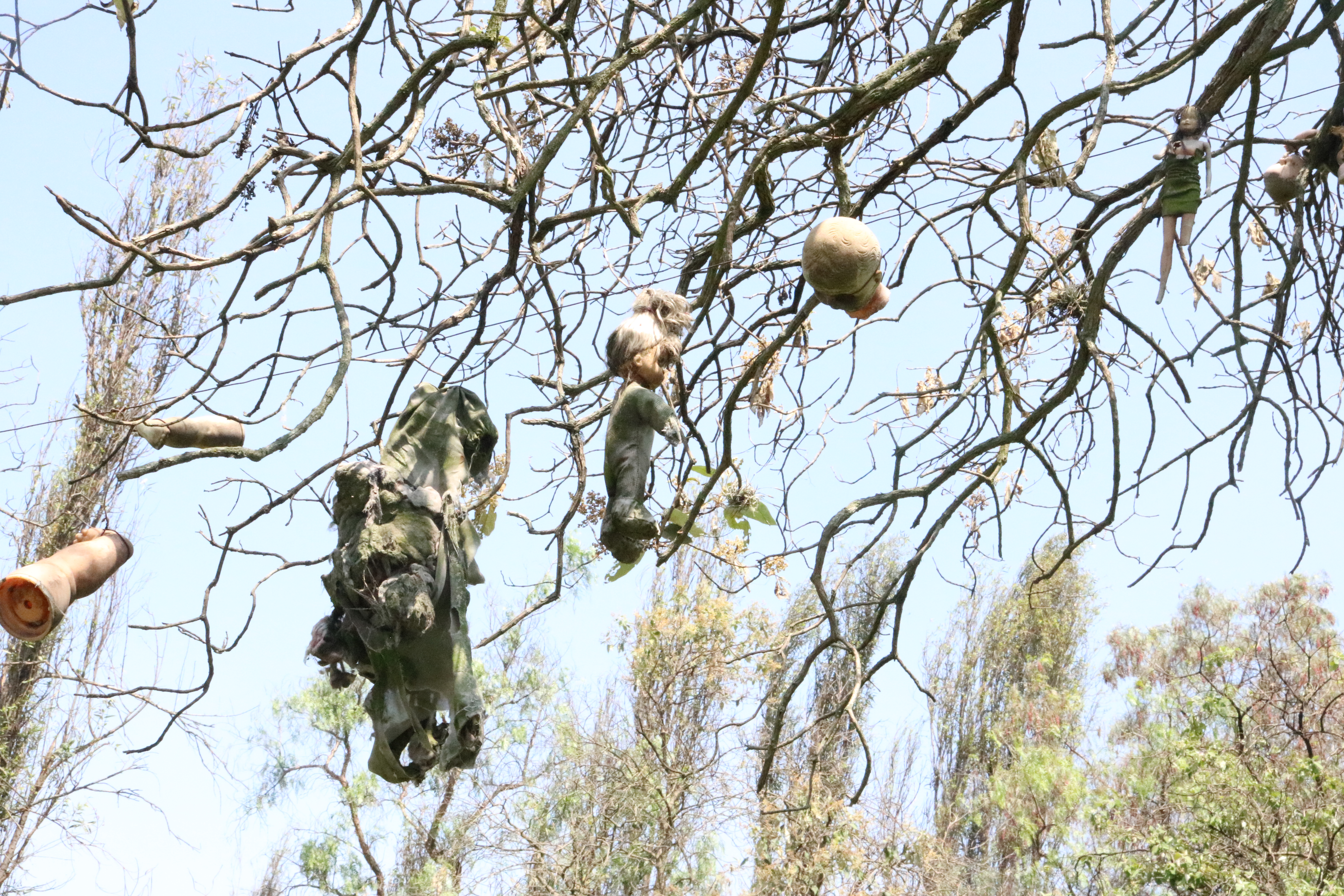
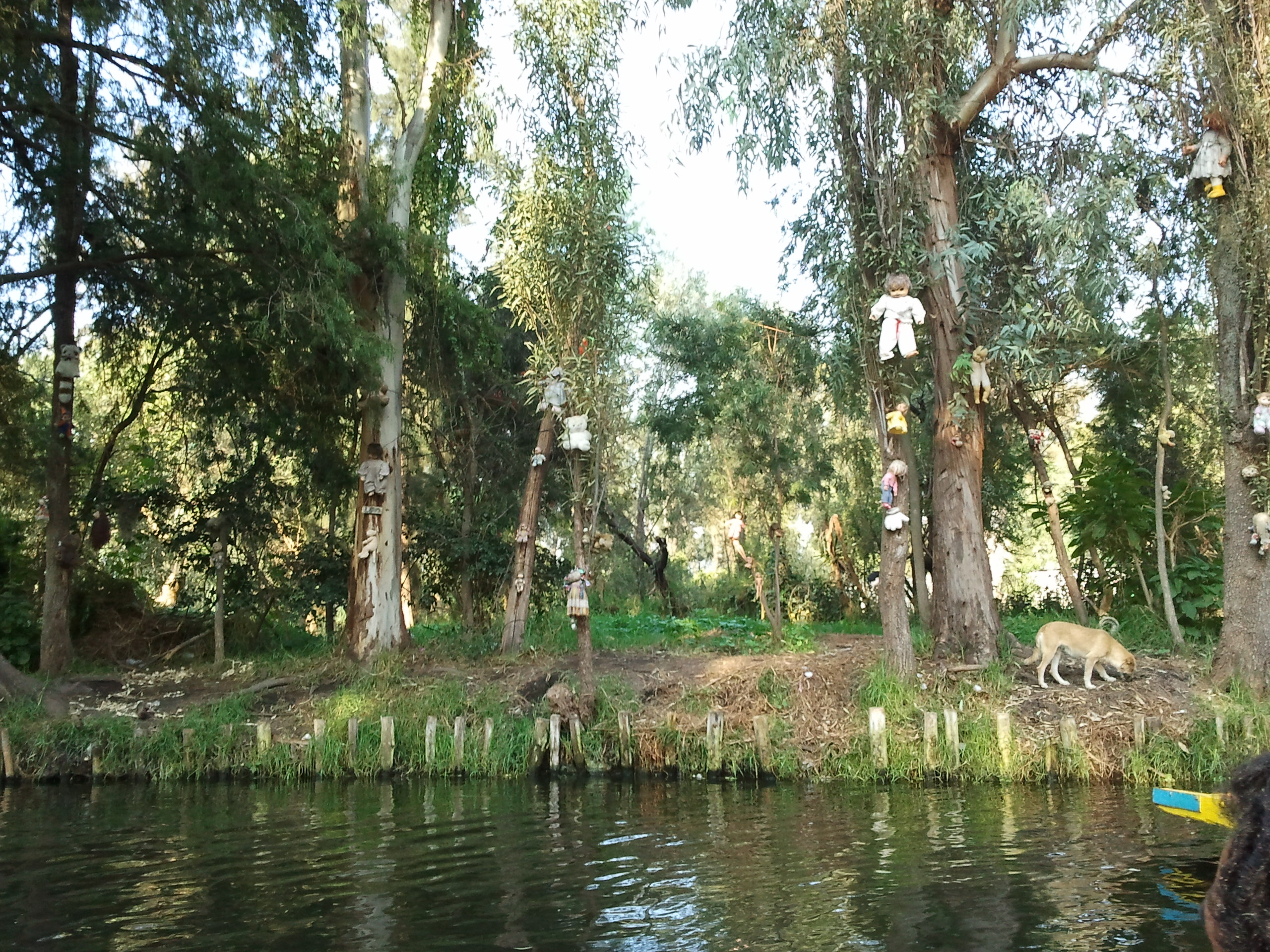
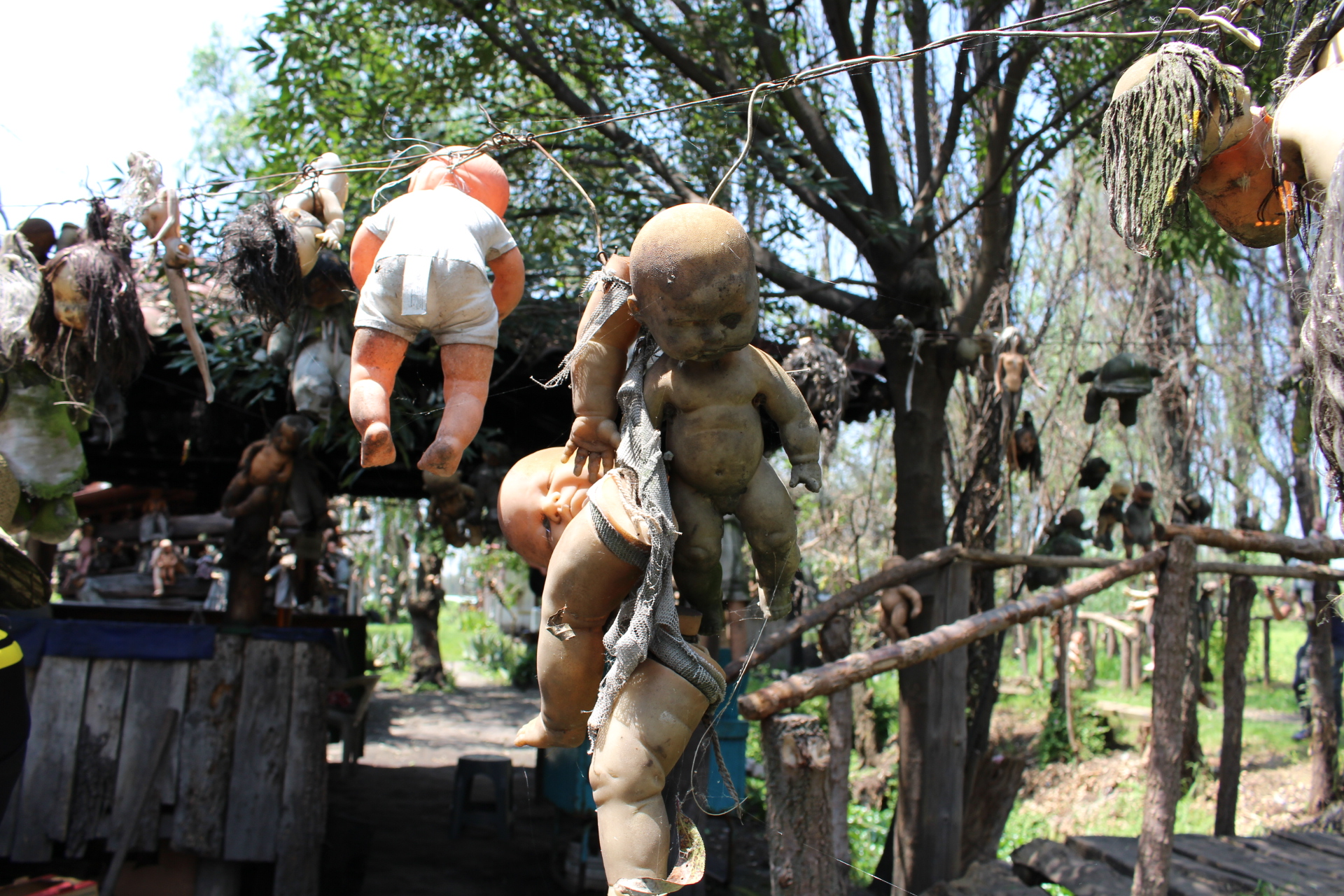
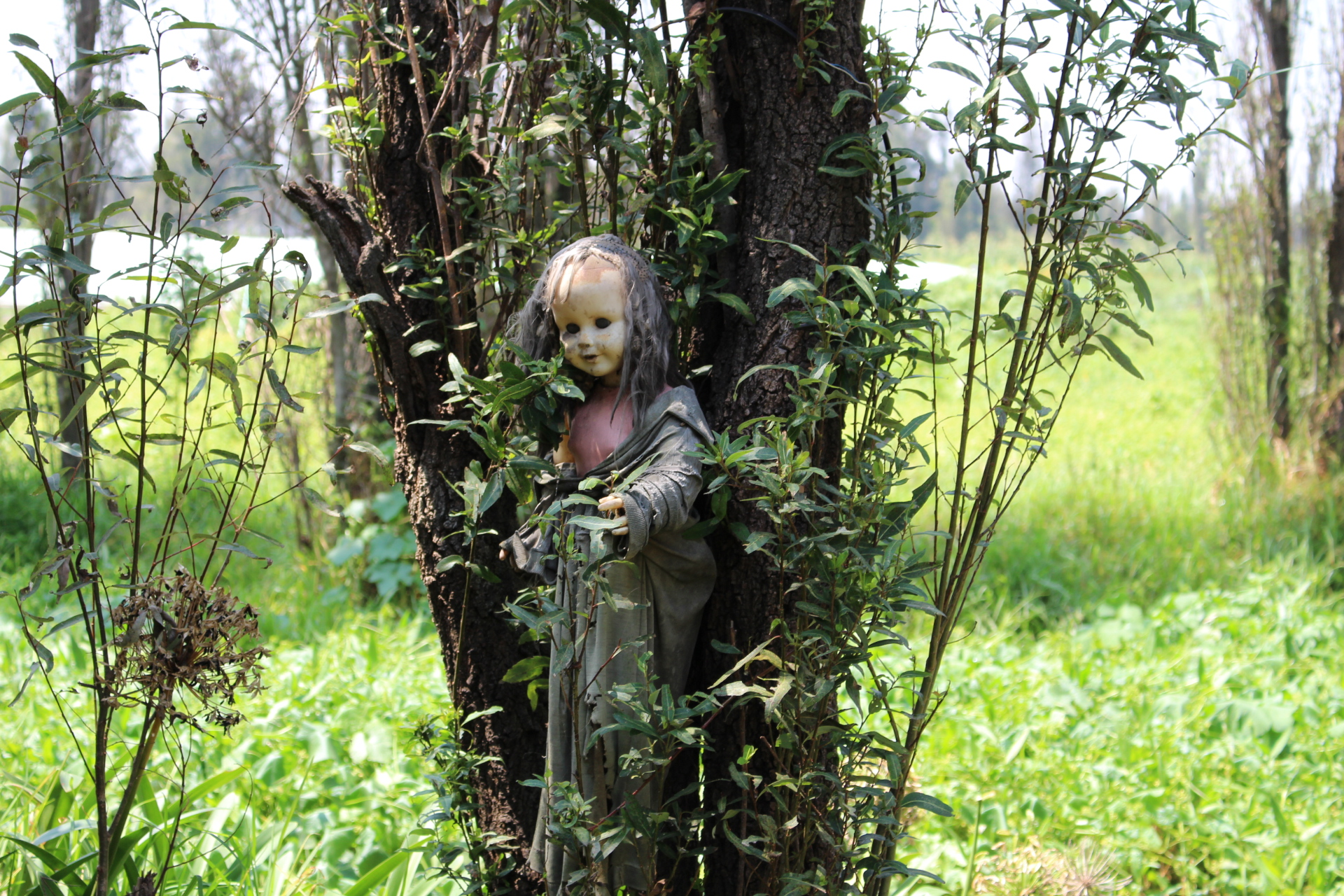
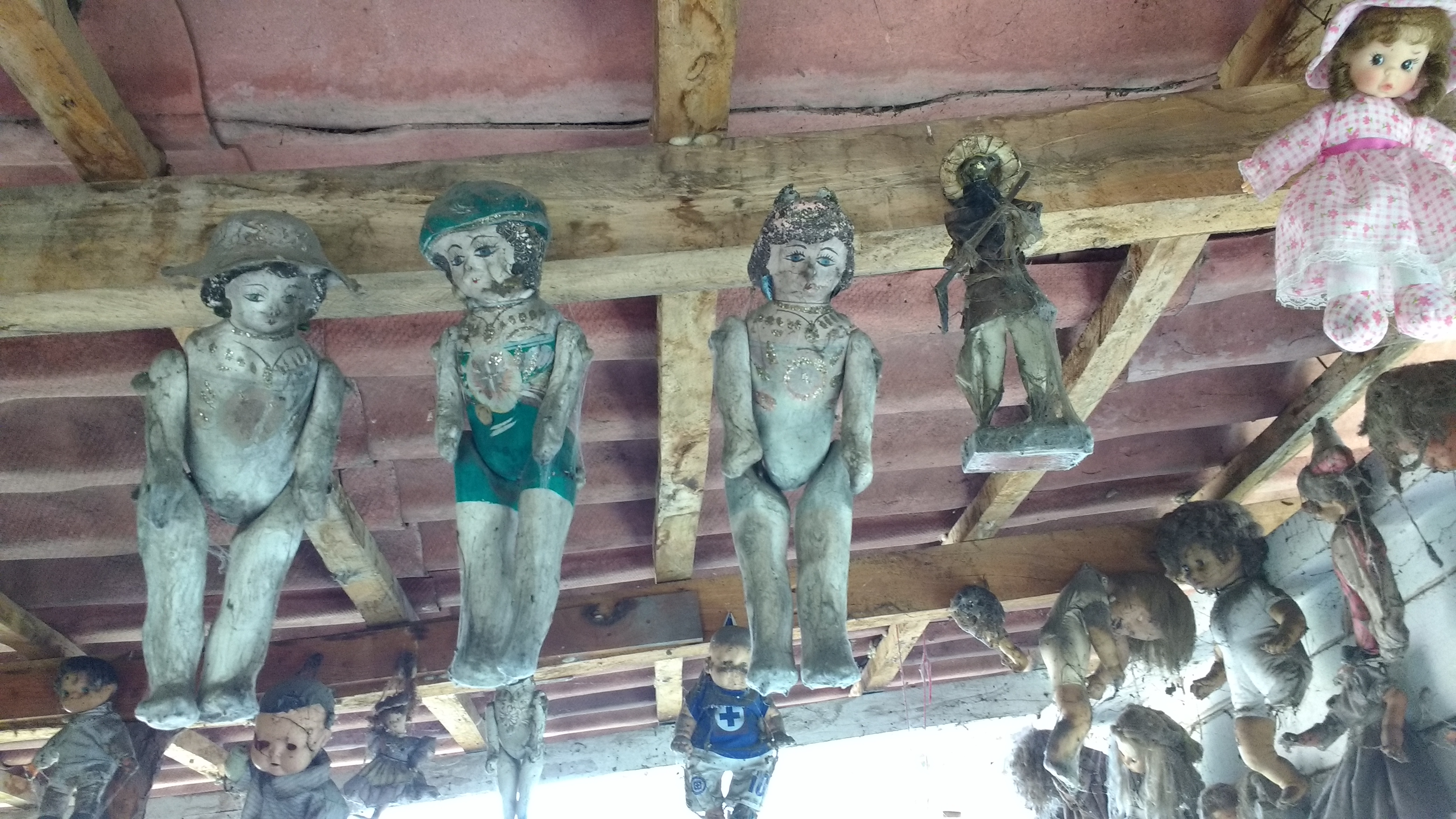
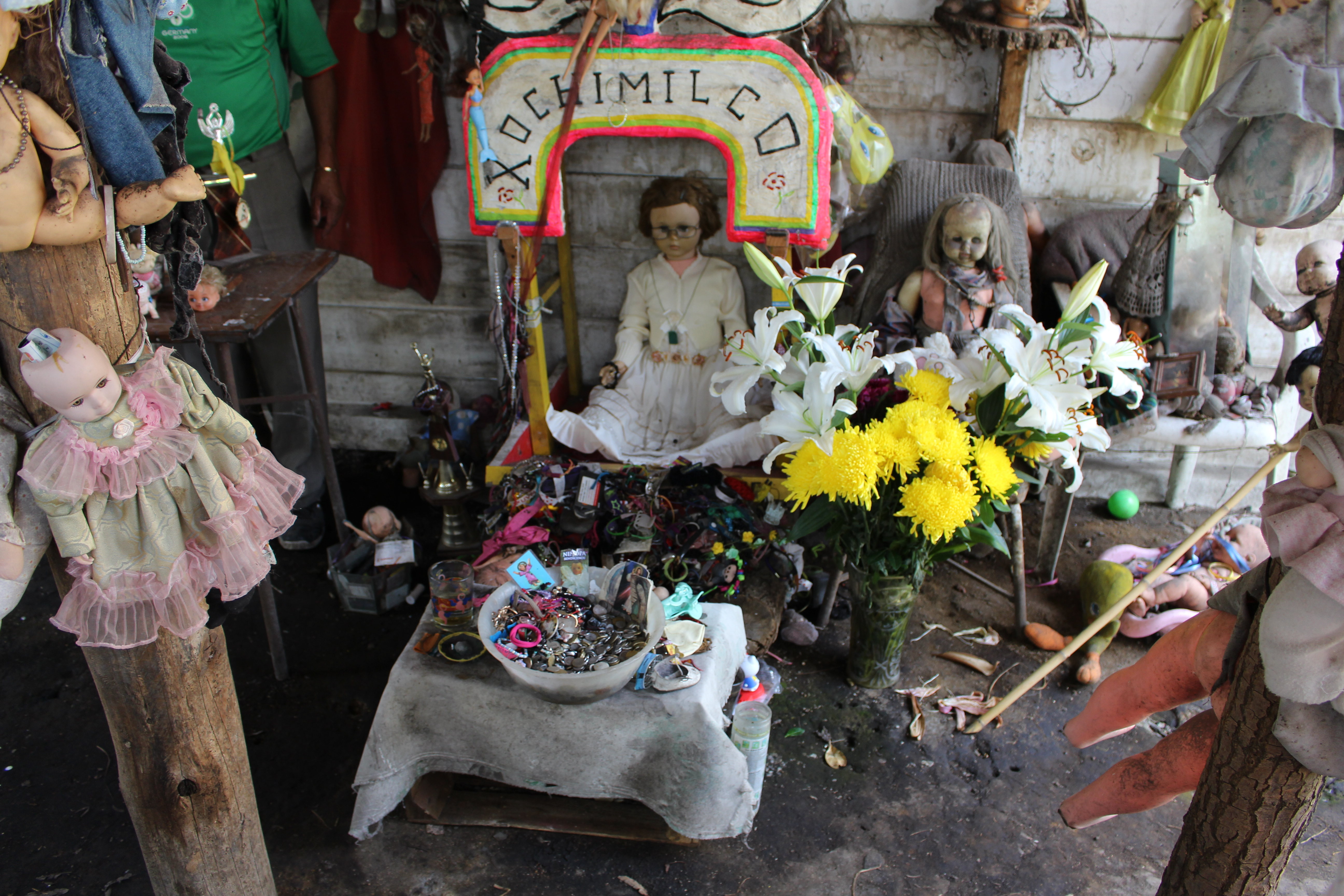
Agustinita, a gyűjtő kedvence